# 硫双二氯酚
硫双二氯酚（也称为硫氯酚、硫二氯酚）是一种含硫有机氯化合物，化学式C12H6Cl4O2S，可用作马匹的驅蟲藥。